# همپدن (آلاباما)
همپدن (به انگلیسی: Hampden) یک منطقهٔ مسکونی در ایالات متحده آمریکا است که در شهرستان مرنگو، آلاباما واقع شده‌است. همپدن ۶۰٫۰۵ متر بالاتر از سطح دریا واقع شده‌است.